# Mike Schroepfer
Mike Schroepfer (1 de fevereiro de 1975) é um empreendedor, arquiteto técnico e gerente, que é o CTO do Facebook desde sua nomeação, em março de 2013. Foi vice-presidente de engenharia na mesma empresa desde julho de 2008. Schroepfer fundou a empresa de software de computação CenterRun em junho de 2000, tornando-se seu arquiteto-chefe e diretor de engenharia. Foi vice-presidente de engenharia da Mozilla Corporation de julho de 2005 até agosto de 2008, onde liderou o desenvolvimento do navegador web Firefox.